# Tarenna fuscoflava
Tarenna fuscoflava là một loài thực vật có hoa trong họ Thiến thảo. Loài này được (K.Schum.) S.Moore miêu tả khoa học đầu tiên năm 1906.